# Thonnance-les-Moulins
Thonnance-les-Moulins är en kommun i departementet Haute-Marne i regionen Grand Est (tidigare regionen Champagne-Ardenne) i nordöstra Frankrike. Kommunen ligger i kantonen Poissons som tillhör arrondissementet Saint-Dizier. År 2022 hade Thonnance-les-Moulins 107 invånare.

## Befolkningsutveckling
Antalet invånare i kommunen Thonnance-les-Moulins
| Referens: INSEE |